# Heliobacterium
Heliobacterium è un genere di batterio appartenente alla famiglia delle Heliobacteriaceae.